# Penampang
Huyện Penampang là một huyện thuộc bang Sabah của Malaysia. Huyện Penampang có dân số thời điểm năm 2010 ước tính khoảng 122388 người.